# 40 (álbum de Niche)
40 es un álbum de estudio de la orquesta de salsa colombiana Niche, publicado el 28 de mayo de 2020 por PPM Records. Es el primer álbum sin composiciones de su fallecido director Jairo Varela. Es el álbum de estudio más galardonado del grupo con un Grammy Latino a Mejor álbum de salsa y un Grammy a Mejor álbum latino tropical.

## Lista de canciones
Todas las canciones escritas y compuestas por José Aguirre. 
| N.º | Título              | Intérprete(s)                             | Duración |  |
| 1.  | «Soltero»           | Luis Araque                               | 4:13     |  |
| 2.  | «Búscame»           | Alejandro Iñigo                           | 4:16     |  |
| 3.  | «40 Ruedas»         | Álex Torres                               | 4:14     |  |
| 4.  | «Canciones Viejas»  | Álex Torres                               | 4:20     |  |
| 5.  | «Mis Panas»         | Álex Torres                               | 4:59     |  |
| 6.  | «Algo Que Se Quede» | Luis Araque                               | 3:40     |  |
| 7.  | «Happy-Viche»       | Álex Torres, Luis Araque, Alejandro Iñigo | 4:57     |  |
| 8.  | «Vivencias»         | Alejandro Iñigo                           | 4:19     |  |
| 9.  | «Cosas Bonitas»     | Alejandro Iñigo                           | 4:13     |  |

## Créditos

### Músicos
- Bajo: Jhonny Torres, Sergio Múnera
- Bongó, Campana: Fabio Celorio
- Cantantes: Álex Torres, Luis Araque, Alejandro Íñigo
- Congas: Juan Manuel Murillo
- Coros: Wichy Camacho, Álex Torres, Luis Araque, Alejandro Iñigo
- Coros invitados en «Búscame»: Diana Serna, Adriana Chamorro
- Guazá, bombos y cununos: Epifanio Bazán (invitado en «Happy-Viche»)
- Marimba: Hugo Candelario (invitado en «Happy-Viche»)
- Percusión menor: Héctor "Pichie" Pérez
- Piano: Victor González
- Saxofón tenor: Paul Gordillo
- Teclados y guitarra: José Aguirre
- Timbal y cajón: Diego Camacho
- Trombón: Álex Zapata - Edgardo Manuel - Edward Montoya
- Trompeta 1: Jose Aguirre
- Trompeta 2: Carlos Zapata
- Trompeta 3: Oswaldo Ospino
- Violín: Alfredo de la Fe (invitado en «Mis Panas»)

### Producción
- Arreglos y producción musical: José Aguirre
- Producción ejecutiva: Yanila Varela
- Programación en «Mis Panas»: José Aguirre